# ウィンダム・クラーク
ウィンダム・ロバート・クラーク（Wyndham Robert Clark, 1993年12月9日 - ）は、アメリカ合衆国コロラド州デンバー出身のプロゴルファー。世界ランキング最高位は3位。2023年全米オープン優勝者。

## 経歴

### アマチュア時代
バロー・クリスチャン高等学校では2学年下に後のNFL選手クリスチャン・マキャフリーがいた。2011年にコロラド州大会で優勝し、最優秀選手賞を受賞した。
高校卒業後はオクラホマ州立大学へ進学。2013年の全米アマチュアゴルフ選手権では9位タイだった。
2016年にオレゴン大学へ転校。同年にパシフィック12カンファレンスで優勝し、ゴルフウィークによる最優秀選手賞を受賞した。2017年に経営学の学位を取得して卒業した。

### プロ転向後
2017年にプロ転向し、ウェブドットコムツアーで年間23位だった。
2018年よりPGAツアーへ昇格。
2020年のバミューダ選手権ではブライアン・ゲイとのプレーオフに敗れ、準優勝となった。
2023年5月、ウェルズ・ファーゴ選手権でザンダー・シャウフェレに4打差で勝利し、PGAツアー初優勝。6月の全米オープンではローリー・マキロイに1打差で勝利して優勝し、賞金360万ドルを獲得した。
2024年2月のAT&Tペブルビーチナショナルプロアマでは、第3ラウンドで同大会コース記録となる60をマークするなど、ルドビグ・オーベリに1打差で首位に立つ。悪天候のため第4ラウンドは行われず、そのまま優勝となった。

## 人物
父のランドール・クラークは元プロテニス選手。母のリーズ・セネベット・クラークは1981年にミス・ニューメキシコUSAに選ばれた。リーズはウィンダムがオクラホマ州立大学在学中に乳癌で死亡した。

## 優勝歴

### PGAツアー（3勝）
| 大会グレード             |
| メジャー選手権 (1)       |
| シグネチャーイベント (2) |

| No. | 年月日        | 大会                     | 優勝スコア             | 打差  | 2位 (タイ)             |
| --- | ------------- | ------------------------ | ---------------------- | ----- | ---------------------- |
| 1.  | 2023年5月7日  | ウェルズ・ファーゴ選手権 | -19（67-67-63-68=265） | 4打差 | ザンダー・シャウフェレ |
| 2.  | 2023年6月18日 | 全米オープン             | -10（64-67-69-70=270） | 1打差 | ローリー・マキロイ     |
| 3.  | 2024年2月4日  | AT&Tペブルビーチプロアマ | -17（72-67-60=199）    | 1打差 | ルドビグ・オーベリ     |

#### PGAツアープレーオフ（0勝1敗）
| No. | 年     | 大会             | 対戦相手         | 内容                                |
| --- | ------ | ---------------- | ---------------- | ----------------------------------- |
| 1.  | 2020年 | バミューダ選手権 | ブライアン・ゲイ | 1ホール目、バーディーを決められ敗北 |